# Bryoscyphus dicrani
Bryoscyphus dicrani är en lavart som först beskrevs av Ade & Höhn., och fick sitt nu gällande namn av Spooner 1984. Bryoscyphus dicrani ingår i släktet Bryoscyphus och familjen Helotiaceae.  Arten är reproducerande i Sverige. Inga underarter finns listade i Catalogue of Life.